# Grotta Polesini
La grotta Polesini è una grotta che si trova nei pressi dei fiume Aniene, poco distante dal Ponte Lucano, nel comune di Tivoli, nella Città metropolitana di Roma Capitale.

## Descrizione
La grotta fu scoperta nel 1953 dall'archeologo italiano Antonio Mario Radmilli che la chiamò così in onore del marchese Francesco Polesini di Parenzo d'Istria.
I reperti hanno permesso di determinare che il sito è stato abitato tra i 10 000 e i 12 000 anni fa. Gli scavi hanno riportato alla luce numerosi frammenti d'ossa di animali, soprattutto cervi e cinghiali, resti umani, riferibili a circa 14 individui, e reperti fittili, i più importanti dei quali risultano incisi con rappresentazioni di forme di animali.
Queste manifestazioni artistiche paleolitiche sono esposte in una sezione dedicata del museo nazionale preistorico etnografico Luigi Pigorini, ubicato nel quartiere dell'EUR, a Roma.